# Pesaguero
Pesaguero település Spanyolországban, Kantábria autonóm közösségben. Pesaguero Cabezón de Liébana, Polaciones, La Pernía és Vega de Liébana községekkel határos. Lakosainak száma 276 fő (2024).

## Népesség
A település népessége az elmúlt években az alábbi módon változott:
| Lakosok száma | 394  | 384  | 346  | 349  | 340  | 326  | 298  | 292  | 287  | 276  |
|               | 2001 | 2004 | 2007 | 2009 | 2012 | 2014 | 2017 | 2019 | 2022 | 2024 |